# Paroisse de Lafayette
Pour les articles homonymes, voir Lafayette.
La paroisse de Lafayette (en anglais : Lafayette Parish) est une paroisse de Louisiane, aux États-Unis. Le siège de comté est la ville de Lafayette.
Elle était peuplée de 241 753 habitants en 2020. C'est une des vingt-deux paroisses de la région officielle de l'Acadiane.

## Géographie
La paroisse a une superficie de 699 km2 de terre émergée et 1 km2 d’eau. Elle est enclavée entre la paroisse de Saint-Landry au nord, la paroisse de Saint-Martin à l'est, la paroisse de l'Ibérie au sud-est, la paroisse de Vermilion au sud et la paroisse de l'Acadie à l'ouest.  
La paroisse est reliée par deux autoroutes :
- Interstate 10
- Interstate 49

### Municipalités
- Broussard
- Carencro
- Duson
- Lafayette
- Milton (non incorporée)
- Scott
- Youngsville

## Démographie
| Groupe            | Paroisse de Lafayette | Louisiane | États-Unis |
| ----------------- | --------------------- | --------- | ---------- |
| Blancs            | 69,4                  | 62,6      | 72,4       |
| Afro-Américains   | 25,8                  | 32,0      | 12,6       |
| Métis             | 1,6                   | 1,6       | 2,9        |
| Autres            | 1,4                   | 1,6       | 6,4        |
| Amérindiens       | 0,3                   | 0,7       | 0,9        |
| Asiatiques        | 1,5                   | 1,6       | 4,8        |
| Total             | 100                   | 100       | 100        |
|                   |                       |           |            |
| Latino-Américains | 3,9                   | 37,6      | 16,7       |

Selon l'American Community Survey, en 2010, 83,80 % de la population âgée de plus de 5 ans déclare parler l'anglais à la maison, 10,36 % le français, 3,11 % l'espagnol, 0,62 % un créole français, 0,57 % le vietnamien et 1,54 % une autre langue.

## Personnalités liées à la Paroisse
Allen Babineaux (1925-2004) : juge et militant francophone, qui après un voyage à Caraquet, au Nouveau-Brunswick sera à l'origine de la création du drapeau cadien dans les années soixante.